# Jacob Spon

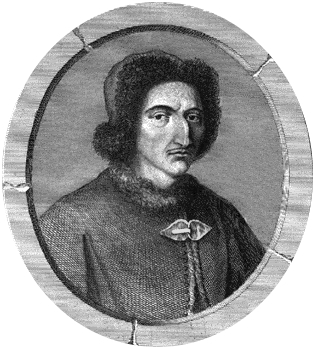
Jacob Spon.

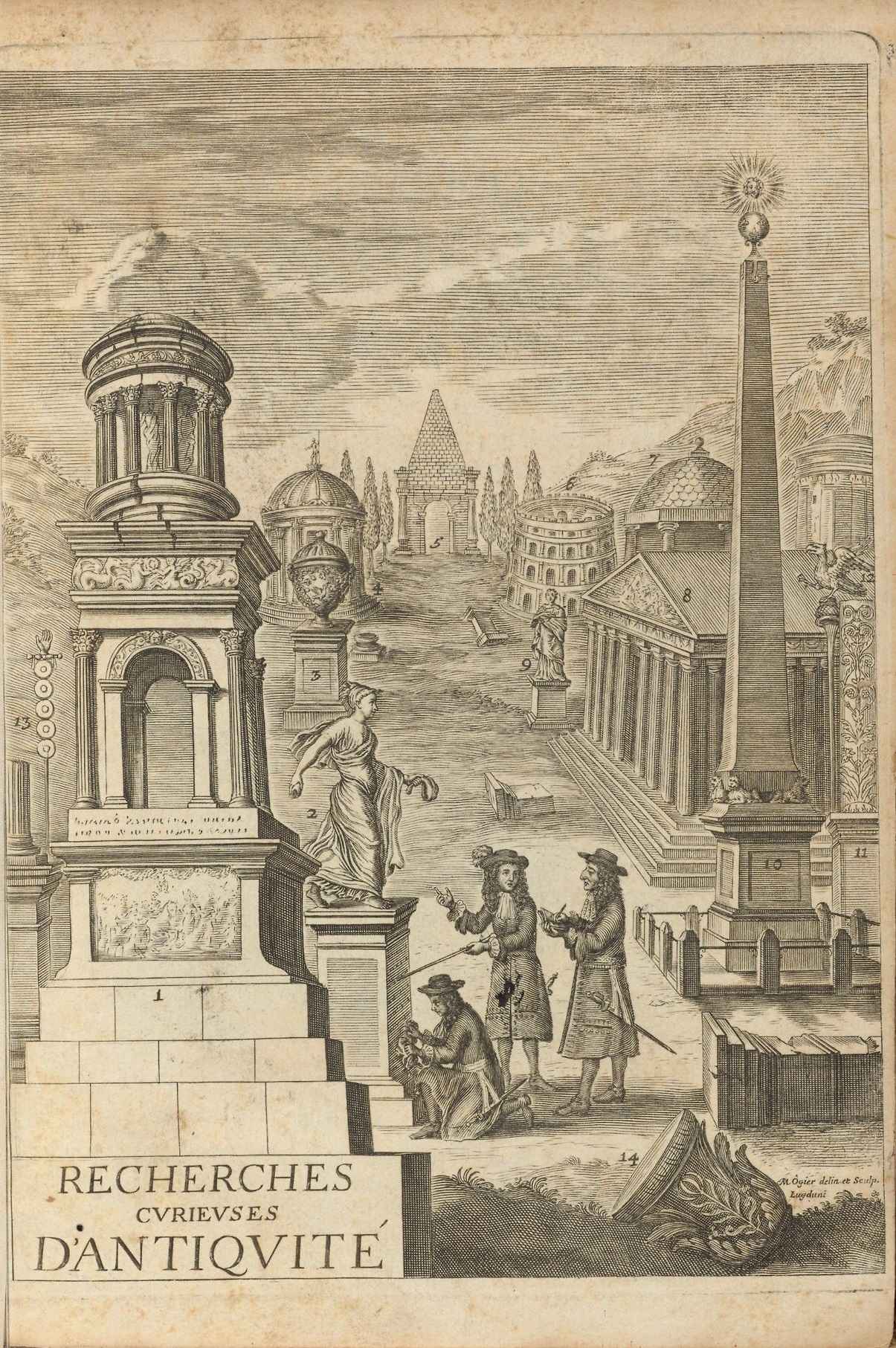
Frontispiz der Schrift Recherches curieuses d’antiquité (1683)

Jacob Spon (* 7. Januar 1647 in Lyon; † 25. Dezember 1685 in Vevey) war ein französischer Arzt und Altertumsforscher. Er war ein Kenner der griechischen Altertümer und führte zur Zeit der osmanischen Besetzung Griechenlands Forschungsreisen durch.

## Leben
Jacob Spon wurde 1647 als Sohn des Arztes Charles Spon in Lyon geboren. Seine Familie war calvinistischer Konfession und auch im Bankgeschäft tätig, sie stammte ursprünglich aus Ulm. Seit ihrem Umzug nach Lyon 1551 war sie zu beträchtlichem Ansehen und Reichtum aufgestiegen.
Neben seinem Studium der Medizin an der Universität Straßburg ab 1662, wurde Spon vom gleichaltrigen Charles Patin an die Antike und besonders an die griechische Numismatik herangeführt. Nach einem kurzen Aufenthalt in Paris wurde Spon 1667 in Montpellier Doktor der Medizin und praktizierte von 1671 bis 1674 in seiner Vaterstadt Lyon. Seine archäologischen Tätigkeiten, die sich in der Publikation Recherche des antiquités et curiosités de la ville de Lyon niederschlugen, brachten ihn mit namhaften Philologen und Archäologen seiner Zeit in Kontakt, darunter Du Cange, La Chaise und der Dauphin Louis de Bourbon.
In den Jahren 1675 bis 1676 reiste Spon über Italien nach Konstantinopel und Kleinasien, von dort nach Griechenland, wo er die Insel Delos und Athen besuchte. Dabei wurde er vom jungen Botaniker George Wheler begleitet, der seine Sammlung griechischer Kunstschätze der Universität Oxford stiftete. Danach reiste Spon ohne Wheler über Venedig und die Schweiz nach Lyon zurück. Spons detaillierter Reisebericht Voyage d’Italie, de Dalmatie, de Grèce et du Levant aus dem Jahr 1678 (deutsch: Nürnberg 1681 und 1690) stellt eine wichtige Quelle der Zeit dar. In den folgenden Jahren veröffentlichte er Miscellanea eruditae antiquitatis (1679), eine Sammlung lateinischer Inschriften, eine Histoire de la ville et de l’estat de Geneve (1680) und Recherches curieuses d’antiquité (1683).
Nach dem Edikt von Fontainebleau (Oktober 1685) emigrierte Spon als bekennender Protestant nach Zürich. Auf der Reise wurde er beraubt und verlor seine Sammlung und sein Vermögen. In den Bergen zog er sich eine Tuberkulose zu und starb am 25. Dezember 1685 im Kantonshospital in Vevey.

## Schriften (Auswahl)
- Recherche des antiquités et curiosités de la ville de Lyon. Faeton, Lyon 1673 (Digitalisat).
- Voyage d’Italie, de Dalmatie, de Grèce et du Levant, fait aux années 1675 et 1676. 3 Bände. Cellier, Lyon 1678 (Digitalisat).
- Histoire de la ville et de l’estat de Geneve depuis les premiers siecles de la fondation de la ville jusqu’a present. Amaulry, Lyon 1680 (Digitalisat).
- Miscellanea eruditae antiquitatis. Widerholdt, Frankfurt 1679 (Digitalisat)
- Recherches curieuses d’antiquité. Amaulry, Lyon 1683 (Digitalisat).